# Matti Forss
Matti Forss, född 17 maj 1957 i Raumo, Finland, är en finländsk före detta professionell ishockeyspelare (center).

## Klubbar
- Lukko
- HIFK Hockey